# Fratelia

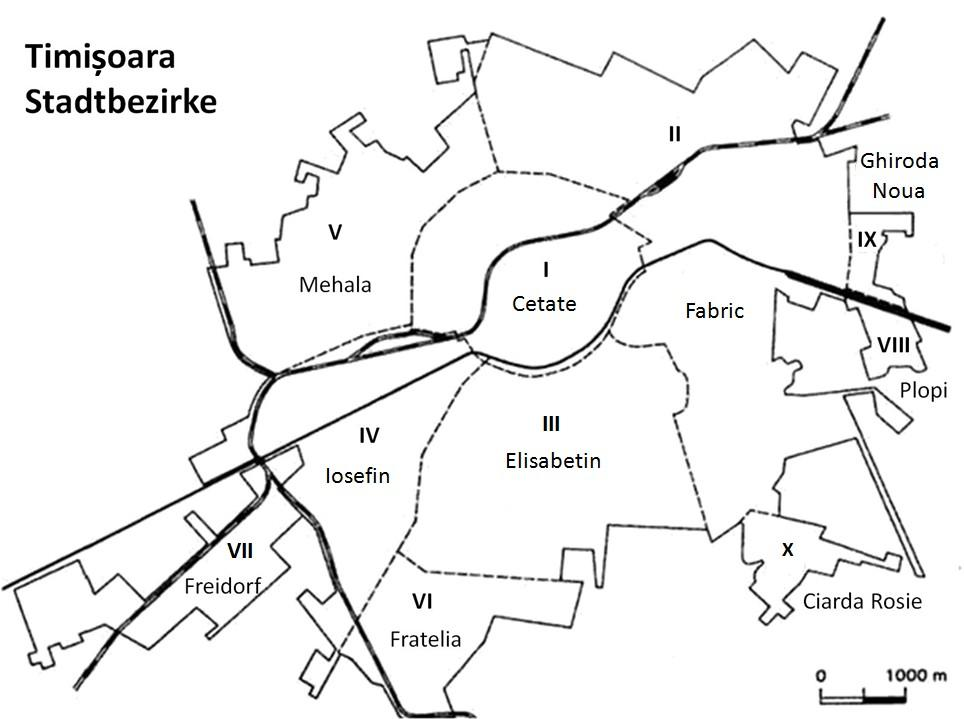
Stadtbezirke von Timișoara

Fratelia ist ein historisches Viertel und der VI. Bezirk der westrumänischen Stadt Timișoara (deutsch Temeswar). Der Bezirk belegt eine Fläche von 231 Hektar.

## Geschichte
Die ältesten Spuren von Bauern- und Hirtensiedlungen in der Gegend um Fratelia stammen aus der Vinča-Kultur und datieren auf circa 4000 vor Christus. Zusätzlich wurden hier Relikte aus der Bronzezeit gefunden.
Das erste Wohnhaus des heutigen Bezirks wurde 1904 in der ehemaligen Arbeiterkolonie Kende erbaut, woraus sich später die Gemeinde Neu-Kischoda (rumänisch Chisoda Nouă, ungarisch Újkissoda, Újtesöld oder Tejtesöld) bildete. Zusammen mit der östlich gelegenen Arbeiterkolonie Besenyö-Telep (auch Besenyei-Kolonie) entstand hieraus Fratelia, welches verwaltungsmäßig aber auch weiterhin aus diesen zwei Siedlungen bestand, die nun Fratelia A und Fratelia B hießen. 1948 wurde die Gemeinde Fratelia als VI. Bezirk nach Timișoara eingemeindet.
1930 hatte der Ort 7683 Einwohner, davon 3388 Ungarn, 3160 Deutsche und 867 Rumänen.

## Sakralbauten

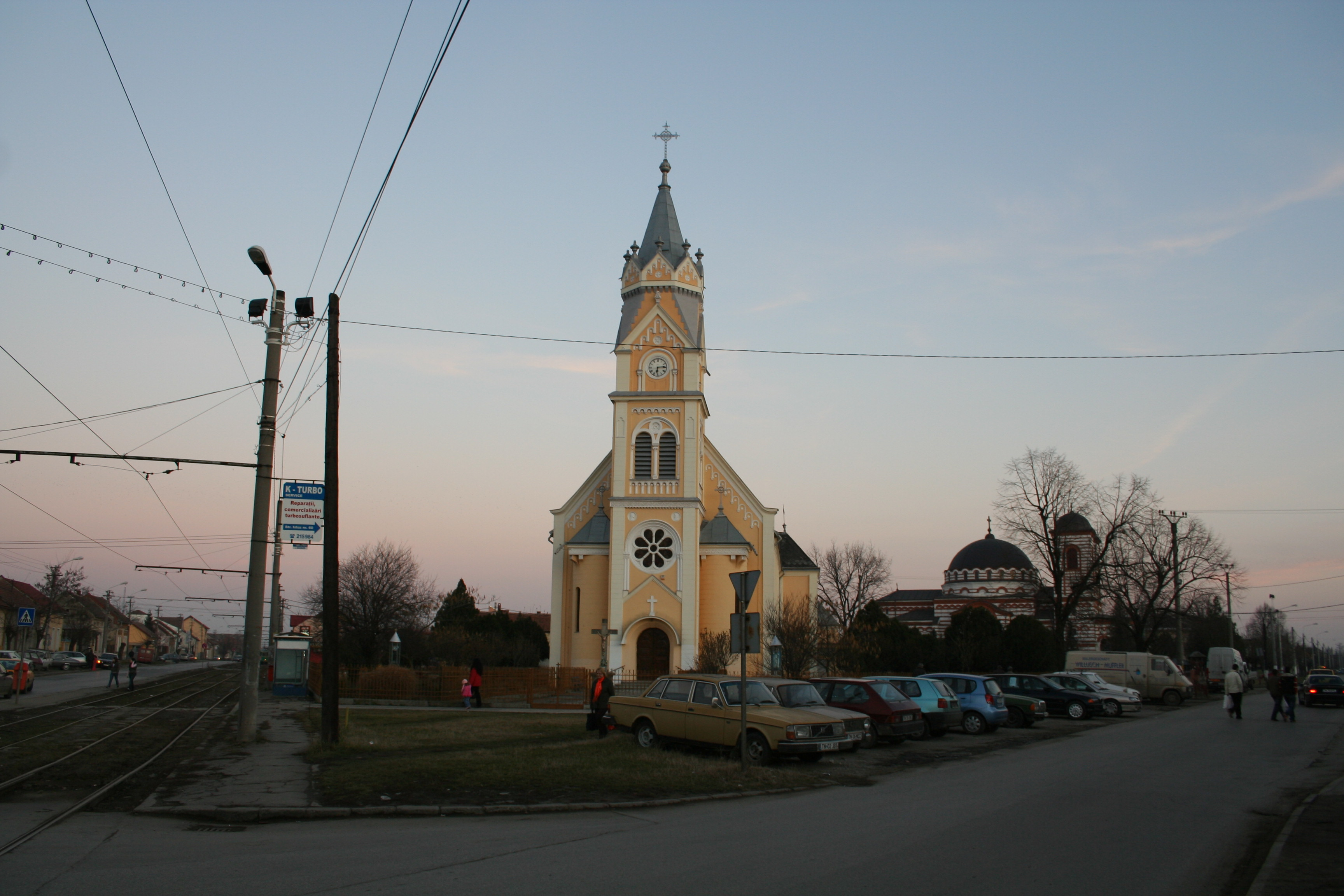
Römisch-katholische Kirche des Heiligen Josef in Fratelia

- Kirche des Heiligen Josef, römisch-katholische Kirche, 45° 43′ 34″ N, 21° 12′ 33″ O

- Kirche Mariä Himmelfahrt, römisch-katholische Kirche, 45° 43′ 24,2″ N, 21° 13′ 36,4″ O

Bild 1

Link zum Bild

(Bitte Urheberrechte beachten)
Bild 2

Link zum Bild

(Bitte Urheberrechte beachten)
Bild 3

Link zum Bild

(Bitte Urheberrechte beachten)
Bild 4

Link zum Bild

(Bitte Urheberrechte beachten)
- Biserica Ortodoxa, rumänisch-orthodoxe Kirche, 45° 43′ 31,1″ N, 21° 12′ 34,9″ O

Bild 1

Link zum Bild

(Bitte Urheberrechte beachten)